# Rhabdolaimus minor
Rhabdolaimus minor is een rondwormensoort uit de familie van de Rhabdolaimidae. De wetenschappelijke naam van de soort is voor het eerst geldig gepubliceerd in 1914 door Cobb.